# Село-при-Загориці
Село-при-Загориці (словен. Selo pri Zagorici) — поселення в общині Мирна Печ, регіон Південно-Східна Словенія, Словенія.